# Manuel Guerrero Ceballos
Manuel Guerrero Ceballos (Santiago, 25 de junio de 1948-Santiago, 30 de marzo de 1985) fue un profesor dirigente de la Asociación Gremial de Educadores de Chile (AGECH), militante y dirigente del Partido Comunista de Chile, asesinado por agentes del Estado —pertenecientes a la Dirección de Comunicaciones de Carabineros de Chile (Dicomcar)—, el 30 de marzo de 1985, en el conocido Caso Degollados, junto a José Manuel Parada Maluenda y Santiago Nattino.

## Biografía
Manuel Guerrero nació en Santiago, estudió en la Escuela Normal José Abelardo Núñez. Egresó en 1967 y ejerció la docencia en escuelas de San Miguel y Conchalí. Muy joven se incorporó a las Juventudes Comunistas de Chile, convirtiéndose en un destacado militante, desde donde participó en la Campaña Interna de la Unidad Popular para designar su representante a las elecciones presidenciales de 1970, apoyando a Pablo Neruda como representante del Partido Comunista. Luego de la renuncia del precandidato comunista, el 22 de enero de 1970, se sumó a la campaña presidencial del líder socialista Salvador Allende.
Durante el gobierno de Salvador Allende, fue el encargado de la Organización Nacional de los Trabajos Voluntarios, momento que recuerda en su obra póstuma Desde el túnel: 

Estuvimos en la pampa del tamarugal rompiendo con chuzo la pétrea costra desértica para hacer vivir una diminuta planta que diera alimentación a ovejas y lograra que esa gigantesca porción de tierra, compuesta de  arena y sal, sirviera al país. En la inmensidad de la pampa, bajo 40 grados de calor, con una insignificante hierba  verde en las manos, buscábamos la primavera para Chile.
Manuel Guerrero Ceballos, Desde el túnel

El Golpe de Estado del 11 de septiembre de 1973 lo obligó a pasar al trabajo político clandestino. El 14 de junio de 1976 fue detenido por miembros del Comando Conjunto, organismo represivo compuesto por agentes de las distintas ramas de las Fuerzas Armadas de Chile. En la detención fue herido de bala en el pecho, conducido a un centro clandestino de detención, luego al Centro de detención Cuatro Álamos y un mes después a Tres Álamos. Fue liberado el 19 de noviembre del mismo año, partiendo días después al exilio en Suecia, donde permaneció por seis años, trabajando en los grupos de solidaridad con el pueblo de Chile. 
En noviembre de 1982 retornó a Chile y se sumó al trabajo gremial, en la reciente creada Asociación Gremial de Educadores de Chile (AGECH) —creada en noviembre de 1981 por profesores opositores a la dictadura cívico-militar—, de la que fue elegido presidente del Consejo Metropolitano.

## Secuestro y asesinato
El día 28 de marzo de 1985 fue secuestrado cerca de su domicilio el publicista Santiago Nattino. Esa misma noche fue allanada la sede de la AGECH, ubicada en la calle Londres 75, deteniendo a varios profesores que fueron liberados al día siguiente.
En la mañana del día 29 de marzo, mientras recibía a los estudiantes del Colegio Latinoamericano de Integración, fue secuestrado junto al sociólogo José Manuel Parada, siendo conducidos al cuartel de la Dicomcar, ubicado en la calle Dieciocho.
En el lugar fueron torturados y asesinados por degollamiento, siendo sus cuerpos abandonados en el camino a Quilicura el día 30 de marzo. Al respecto, el Informe Rettig consigna: 

De los antecedentes narrados y  los reunidos en la investigación judicial, la Comisión ha llegado a la convicción de que Manuel Guerrero, José Parada y Santiago Nattino fueron ejecutados por agentes estatales en razón de su militancia y las actividades que realizaban, en violación de sus derechos humanos.
Informa Rettig, tomo II, pág. 222.

Según establece el informe Rettig, la causa del crimen fue la investigación que realizaban sobre la estructura y funcionamiento del Comando Conjunto, cuya existencia había sido revelada tras las declaraciones del exagente Andrés Valenzuela Morales a la periodista Mónica González, quien tomó contacto con José Manuel Parada (encargado de la sección de investigación de la Vicaría de la Solidaridad para que corroborase la información de Valenzuela, en la investigación recordó el secuestro de su amigo y compañero Manuel en 1976. Manuel era el único sobreviviente de los secuestros y desapariciones de personas ejecutadas por el Comando Conjunto, por lo tanto, pieza clave en la investigación sobre los métodos operativos y de tortura del grupo.